# Solsonès
Solsonès is een comarca van de Spaanse autonome regio Catalonië. Het is onderdeel van de provincie Lleida. In 2005 telde Solsonès 12.764 inwoners op een oppervlakte van 1001,21 km². De hoofdstad van de comarca is Solsona.

## Gemeenten
| Gemeente               | Inwoners | Gemeente                | Inwoners | Gemeente           | Inwoners |
| ---------------------- | -------- | ----------------------- | -------- | ------------------ | -------- |
| Castellar de la Ribera | 158      | Clariana de Cardener    | 149      | La Coma i la Pedra | 270      |
| Guixers                | 144      | Lladurs                 | 215      | Llobera            | 224      |
| La Molsosa             | 130      | Navès                   | 263      | Odèn               | 265      |
| Olius                  | 615      | Pinell de Solsonès      | 205      | Pinós              | 313      |
| Riner                  | 273      | Sant Llorenç de Morunys | 969      | Solsona            | 8571     |